# Хёйкар
«Хёйкар» (исл. Knattspyrnufélagið Haukar) — исландский футбольный клуб из Хабнарфьордюра. Основан 12 апреля 1931 года. В 2010 году играл в высшей лиге, однако вылетел по итогам сезона.

## История
Клуб был основан 12 апреля 1931 года членами местной юношеской христианской ассоциации. Название клуба утвердили на третьем собрании, предложил его пастор Фридрик Фридриксон, причастный к созданию нескольких исландских футбольных клубов.
Футбольное поле новая команда нашла в Гардахреппуре, оно открылось 7 июля 1931 года. 